# ティボール・ヴァルガ
ティボール・ヴァルガ（Tibor Varga, 1921年7月4日 ジェール - 2003年9月4日 シオン近郊グリミシュア）は、ハンガリー出身のヴァイオリニスト・指揮者。ハンガリー風に姓・名の順に記すとヴァルガ・ティボル（Varga Tibor）である。

## 略歴
ハンガリー北西部のジェール出身。ブダペストのフランツ・リスト音楽院にてフレッシュならびにイェネー・フバイに師事。また、ワルトバウアー四重奏団のメンバーであったフランツ・ガブリエルや、コダーイ、ヴェイネルらの指導も受けた。
6歳で公開演奏会に出演し、10歳でメンデルスゾーンの《ヴァイオリン協奏曲ホ短調》を演奏、13歳で最初の録音を行った。14歳になると欧州で演奏旅行に着手。1937年に恩師フバイが他界すると、エルンスト・フォン・ドホナーニ指揮によるフバイ追悼演奏会に出席して、恩師の《ヴァイオリン協奏曲 第3番》作品99を上演した。
1947年に共産主義政権を逃れてロンドンに移り、イギリス国籍を取得する。ヴァイオリン演奏に加えて指揮活動にも着手、デトモルトにティボール・ヴァルガ室内管弦楽団が結成されることとなった。また、アンドレ・ナヴァラやブルーノ・ギランナ、今井信子らとともに、デトモルト高等音楽学校に弦楽器部門を創設した。1955年よりスイスに移るが、デトモルトにおける地位も維持した。
1964年にシオンにおいてティボール・ヴァルガ国際音楽祭を開催するとともに、これに関連して国際音楽アカデミーを創設した。また、音楽祭に合わせてティボール・ヴァルガ国際ヴァイオリン・コンクールも併設し、例年100名以上の参加者を集めている。
2003年にスイスの自宅において永眠。
ユーディット夫人との間に2児を儲けた。長男ギルバート・ヴァルガは指揮者に、長女スーザン・ルィビツキ＝ヴァルガはチェリストおよび音楽教師になった。

## 弟子
ミリヤム・コンツェン、西江辰郎、マリナ・ヤコヴレヴァ、リザ・シュナイダー、ヴァーゲン・アリスタケシヤン、ヴォロディミール・バラン、野田愛子。

## 演奏活動
ヴァルガは同時代の音楽の擁護者として知られ、バルトークや新ウィーン楽派のヴァイオリン協奏曲をヨーロッパ内外で積極的に上演しており、ベルクの協奏曲の豪州初演や、シェーンベルクの協奏曲の欧州初演（1949年）を実現させた。シェーンベルクはヴァルガの演奏について、「願わくば、若返ってあなたのためにもっと作品を書いて差し上げたいのですが」と書き送っている。クシェーネク、マックス・メロー、シェイベル、アウメイダ＝プラドからは作品を献呈されている。
アンセルメやフルトヴェングラー、ベーム、マルケヴィチ、ショルティ、バーンスタイン、ブーレーズといった著名な指揮者や、フィルハーモニア管弦楽団などの国際的なオーケストラと共演し、さまざまなレコード会社において積極的な録音も行った。